# Al Ries
Al Ries   (Atlanta, 14 de novembre de 1926 - Atlanta, 7 d'octubre de 2022) va ser un professional i autor del màrqueting nord-americà. Va ser el cofundador i president de la consultora amb seu a Atlanta Ries & Ries amb la seva parella i filla, Laura Ries. Juntament amb Jack Trout, a Ries se li atribueix la resurrecció de la idea de "posicionament" en el camp del màrqueting, Concepte aplicat a la publicitat que defineix formes de crear i fixar la marca d'un producte en la ment dels consumidors.

## Biografia
Nascut a Indianapolis, Indiana el 1926, Ries es va graduar a la Universitat DePauw com a matemàtiques el 1950. Va acceptar un càrrec al departament de publicitat de General Electric abans de fundar la seva pròpia agència de publicitat a la ciutat de Nova York, Ries Cappiello Colwell, el 1961. Jack Trout es va unir a l'agència el 1967.Ries i Trout van escriure una sèrie d'articles de tres parts per a Advertising Age el 1972. Els temes tractats en aquesta sèrie d'articles van inspirar el seu llibre posterior, Positioning: The Battle for Your Mind, publicat el 1981. Ries va escriure un article per a AdWeek centrat en el fracàs històric dels dispositius convergents, Why the iPhone will fail, publicat el 2007.
El capítol de l'Associació Americana de Màrqueting, NY, va anunciar que Ries era un dels membres del 2016 al Saló de la Fama del Màrqueting.
Ries va morir a Atlanta, Geòrgia, el 7 d'octubre de 2022, a l'edat de 95 anys.